# FWŚ 17W
17W – czteroosiowy wagon towarowy służący do przewozu materiałów sypkich. 

## Historia
Projekt wagonu powstał na podstawie w 1951 roku w Centralnym Biurze Konstrukcyjnym Przemysłu Taboru Kolejowego (CBK PTK) w Poznaniu, projekt tego czteroosiowego wagonu do przewozu materiałów sypkich miał na celu poniesienie efektywności przewozu takich materiałów. Ponadto projekt przewidywał możliwość szybkiej przebudowy wagonu na platformy przystosowane do przewozu ciężkich pojazdów wojskowych. Konstrukcja wagonu została wykonana z belek stalowych, a poszycie z blachy stalowej, tłoczonej. Posiadały one dwuskrzydłowe drzwi o szer. 1900 mm i wys. 1800 mm. 
W 1952 roku rozpoczęto produkcję seryjną wagonów typu 17W w Fabryce Wagonów w Świdnicy. W trakcie produkcji seryjnej wagonów dokonano w nich modernizacji i zastosowano w charakterze słupków teowniki zamiast belek, wagony te oznaczono jako 17W/3 oraz dwuteowe belki skrętne (17W/4). Ponadto na zamówienie hutnictwa zbudowano 257 platform oznaczonych jako 17WZ. Produkcja seryjna wagonów typu 17W została zakończona w 1958 roku, łącznie wyprodukowano 4401 wagonów wszystkich wersji.